# Rhipidia (Rhipidia) discreta
Rhipidia (Rhipidia) discreta is een tweevleugelige uit de familie steltmuggen (Limoniidae). De soort komt voor in het Oriëntaals gebied.